# Hope Solo
Hope Solo (* 30. Juli 1981 in Richland, Washington; bürgerlich Hope Amelia Stevens, geb. Solo) ist eine ehemalige US-amerikanische Fußballspielerin auf der Position der Torhüterin. Sie spielte bis 2016 für die US-Nationalmannschaft, mit der sie 2015 die Weltmeisterschaft gewann. Mit ihrem 190. Länderspiel wurde sie am 21. Februar 2016 die Torhüterin mit den weltweit meisten Länderspieleinsätzen. Am 6. August 2016 erreichte sie als erste Torhüterin 200 Länderspiele. Sie ist als einzige Torhüterin in mehr als 100 Länderspielen ohne Gegentor geblieben. Solo wurde 2012, 2013, 2014 und 2015 als IFFHS-Welttorhüterin des Jahres ausgezeichnet und ist gemeinsam mit Sarah Bouhaddi die Rekordgewinnerin dieser Ehrung.

## Karriere

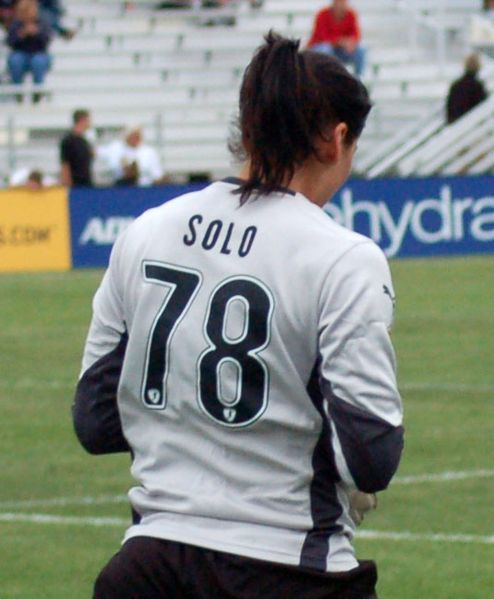
Solo trägt bei einem All-Star-Spiel 2009 zu Ehren ihres Vaters, der mit 78 Jahren starb, die Nummer 78

Solo besuchte die Richland High School in Washington und die University of Washington. Während ihrer Zeit an der Highschool spielte sie als Stürmerin und kam erst 1999 in der Mannschaft der University of Washington auf die Torhüterinnenposition.
2004 wurde Solo als 3. Torhüterin für die Olympischen Spiele benannt, kam aber zu keinem Einsatz.
2007 nahm Solo an der Weltmeisterschaft 2007 in China teil und ließ bis zum Halbfinale nur zwei Gegentreffer zu. Vor dem WM-Halbfinale gegen Brasilien wurde Solo von Trainer Greg Ryan zugunsten von Briana Scurry auf die Ersatzbank verwiesen. Nach der 0:4-Niederlage warf Solo dem Trainer in einem Interview vor, mit dem Wechsel einen Fehler gemacht zu haben, sie selbst hätte die Gegentreffer verhindern können. Obwohl sich Solo wenig später für ihre Äußerungen entschuldigte, kam sie weder im Spiel um Platz drei zum Einsatz, noch trat sie mit der Mannschaft die Heimreise an. Solo wurde erst zum Trainerwechsel durch Pia Sundhage Anfang 2008 zurück in den Kader der US-Nationalmannschaft berufen. Nun konnte sie mit dem Team USA an den Olympischen Spielen 2008 teilnehmen und errang hier die Goldmedaille.
2009 verletzte sich Solo schwer an der Schulter, spielte jedoch unter Schmerzen weiter. Erst im September 2010 wurde sie operiert. Rechtzeitig zur WM 2011 in Deutschland wurde sie wieder gesund. Sie bestritt im Turnier die drei Gruppenspiele, das Viertelfinale und erreichte mit ihrer Mannschaft das Halbfinale gegen Frankreich. Gegen Brasilien hielt sie im entscheidenden Elfmeterschießen des Viertelfinales den dritten brasilianischen Elfmeter, der von Daiane geschossen wurde, der schon in der 2. Minute ein Eigentor unterlaufen war. Auch im Spiel hatte sie schon einen Strafstoß gehalten, dieser musste aber wiederholt werden, da eine Mitspielerin nach Ansicht der Schiedsrichterin zu früh in den Strafraum gelaufen war. Bei der Wiederholung durch Marta war sie machtlos, ebenso beim zwischenzeitlichen 1:2 durch Marta.
Am 13. Juli 2011 machte Solo im Halbfinale beim 3:1 gegen Frankreich als zehnte Torhüterin ihr 100. Länderspiel. Sie erreichte damit mit ihrer Mannschaft das Finale, in dem sie am 17. Juli auf Japan trafen. Nachdem es 2:2 nach Verlängerung stand, musste wie gegen Brasilien das Elfmeterschießen entscheiden. Diesmal konnten aber drei ihrer Mitspielerinnen ihren Elfmeter nicht verwandeln, während Solo nur einen von vier Elfmetern der japanischen Spielerinnen halten konnte. So wurde das Elfmeterschießen mit 1:3 verloren.
2011 war Solo Torhüterin der mittlerweile aufgelösten magicJack in Boca Raton.
Am 22. September 2011 wurde Solo beim Spiel gegen Kanada für ihr 100. Länderspiel geehrt, da dies während der WM nicht möglich war, und führte aus diesem Anlass die Mannschaft als Spielführerin auf das Feld. Im selben Jahr nahm sie an der 13. Staffel von Dancing with the Stars teil.

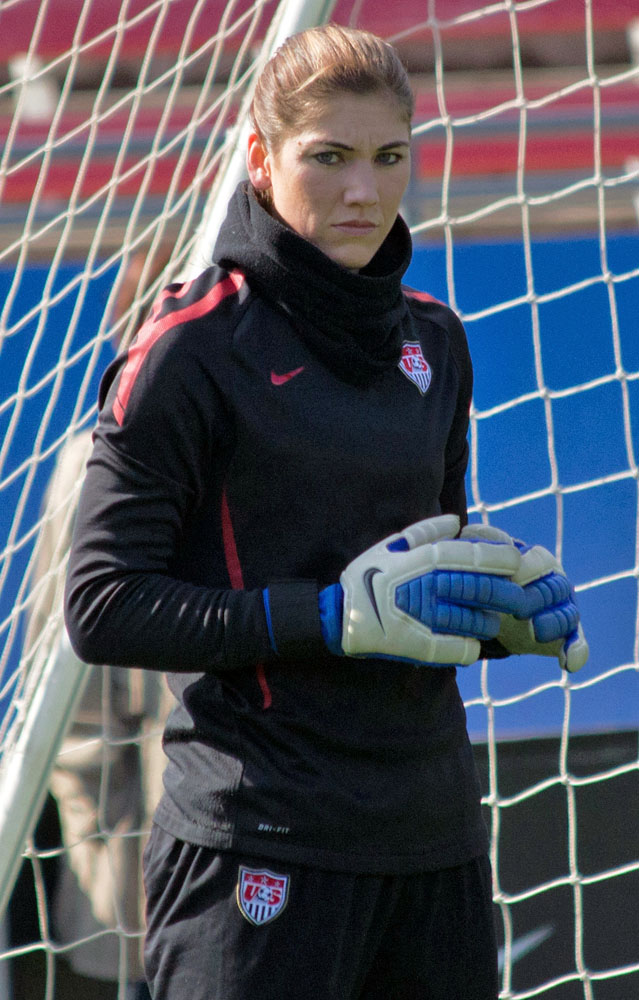
Solo beim Training am 10. Februar 2012 in Frisco

In der Saison 2012 spielte Solo für die Seattle Sounders Women in der W-League.
Beim CONCACAF-Qualifikationsturnier für die Olympischen Spiele 2012, das die USA gewannen, blieb Solo in allen fünf Spielen ohne Gegentor. Dies war zuvor noch keiner Torhüterin gelungen. Zudem hält sie nun mit 454 Minuten ohne Gegentor bei CONCACAF-Olympia-Qualifikationsturnieren einen neuen Rekord.
Bei den Olympischen Spielen 2012 in London wurde Solo in allen sechs Spielen eingesetzt und hatte maßgeblichen Anteil am Gewinn der vierten Goldmedaille des US-Teams.
Ab der Saison 2013 spielte Solo in der neu gegründeten National Women’s Soccer League, der höchsten amerikanischen Profiliga im Frauenfußball für den Seattle Reign FC.
Im März 2013 wurde Solos linkes Handgelenk operiert, wodurch sie nicht am Algarve-Cup 2013 teilnehmen und drei Monate nicht spielen konnte.
Am 10. März 2014 musste Solo im Rahmen des Algarve-Cup 2014 beim 3:5 gegen Dänemark erstmals fünf Tore im Nationaltrikot hinnehmen.
Mit dem Seattle Reign FC schloss Solo die Saison 2014 auf dem ersten Platz ab und erreichte anschließend in den NWSL Championship Play-offs das Finale, verlor dieses aber mit ihrer Mannschaft gegen FC Kansas City. Dies sollte sich in der folgenden Saison 2015 wiederholen, wobei in beiden Finalspielen ihre Nationalmannschaftskonkurrentin Nicole Barnhart im Tor von Kansas City stand.
Am 21. Januar 2015 wurde Solo während eines Trainingscamps des Nationalteams für 30 Tage wegen eines Vorfalls im Training suspendiert, so dass sie auch nicht an den folgenden Testspielen am 8. Februar gegen Frankreich und 13. Februar gegen England teilnehmen konnte. Für den Algarve-Cup 2015 wurde sie aber wieder nominiert und gewann mit ihrer Mannschaft den Titel, wobei Solo in allen vier Spielen zum Einsatz kam und dreimal kein Gegentor kassierte. Im Finale gegen Frankreich wurde sie Spielerin des Spiels.
Trotz ihrer privaten Probleme wurde Solo in den Kader für die WM 2015 berufen. Am 22. Juni löste sie im Achtelfinale gegen Kolumbien mit ihrem 174. Länderspiel Briana Scurry als US-Rekordtorhüterin ab. Am 5. Juli 2015 wurde sie Fußball-Weltmeisterin, als die USA im Endspiel Titelverteidiger Japan mit 5:2 besiegten.
Am 19. Februar 2016 stellte Solo im Halbfinale der Qualifikation für die Olympischen Spiele 2016 mit ihrem 189. Länderspiel den Weltrekord für Torhüterinnen von Gemma Fay ein. Zwei Tage später wurde sie im Finale mit ihrem 190. Länderspiel alleinige Weltrekordhalterin. Sie wurde nach dem Finale zudem als beste Torhüterin des Turniers ausgezeichnet.
Solo wurde auch für das olympische Fußballturnier 2016 nominiert. Am 6. August machte sie beim 1:0 gegen Frankreich als erste Torhüterin ihr 200. Länderspiel.
Bei den Olympischen Spielen 2016 in Rio sorgte Solo für Aufregung mit dem Kommentar über das schwedische Team nach dem verlorenen Viertelfinale gegen Schweden: „Ihr seid ein Haufen von Feiglingen!“ Das Internationale Olympische Komitee bezeichnete Solos Ausbruch als enttäuschend, werde aber keine formalen disziplinarischen Maßnahmen gegen sie einleiten. Der US-Verband fand ihre Aussagen jedoch „inakzeptabel“ und ließ sie für sechs Monate sperren. Die Trainerin der schwedischen Mannschaft Pia Sundhage sagte über den Vorfall: .. Ich kümmere mich einen Dreck darum. Ich fahre nach Rio, sie fährt nach Hause. Nach Ablauf der Sperre durch den US-Verband wurde sie aber nie wieder für die Nationalmannschaft nominiert. Stattdessen wurde Alyssa Naeher die neue Nummer 1 im Tor.
Solo arbeitete während der EM 2017 als Expertin für Eurosport.

## Persönliches
Solos Eltern ließen sich scheiden, als sie sechs Jahre alt war. Fortan lebte sie bei ihrer Mutter und behielt ein enges Verhältnis zu ihrem italo-amerikanischen Vater Jeffrey Solo, einem zeitweise obdachlosen Veteranen des Vietnamkriegs, der bis zu seinem plötzlichen Tod im Juni 2007 großen Einfluss in ihrem Leben hatte. Am 13. November 2012 heiratete sie den ehemaligen Football-Spieler Jerramy Stevens, den sie während ihrer Zeit an der University of Washington kennengelernt hatte. Anfang April 2020 wurde sie Mutter von Zwillingen.
Am 21. Juni 2014 wurde Solo unter dem Vorwurf, ihre erwachsene Halbschwester und ihren 17-jährigen Neffen unter Alkoholeinfluss in deren Haus angegriffen und verletzt zu haben, von der Polizei festgenommen und inhaftiert. Sie soll sich der Festnahme widersetzt und Polizei- wie Strafanstaltbedienstete verbal attackiert haben. Bei den beiden folgenden Spielen in der National Women’s Soccer League am 22. und 28. Juni 2014 stand Haley Kopmeyer für sie im Tor, Solo wurde erst am 2. Juli 2014 wieder eingesetzt. Im Januar 2015 stellte zwar ein Gericht das Verfahren wegen „fehlender Kooperationsbereitschaft der Zeugen“ ein, aber die Staatsanwaltschaft rief dagegen das Berufungsgericht an. Ein Termin zur Wiederaufnahme des Verfahrens blieb im Oktober 2015 offen.
Am 24. September 2014 wurden private Bilder und Videos von Solo nach dem Hackerangriff auf private Fotos von Prominenten 2014 widerrechtlich veröffentlicht.
Solo beschuldigte 2017 den ehemaligen FIFA-Präsidenten Sepp Blatter der sexuellen Belästigung, im Jahr 2013 habe Blatter ihr ans Gesäß gefasst. Unter Bezug auf die infolge des Weinstein-Skandals entstandene MeToo-Bewegung sagte Solo: „Es passiert nicht nur in Hollywood.“ Auch im Sport sei sexuelle Belästigung „weit verbreitet“.
Im April 2022 kam es zu einer erneuten Festnahme Solos. Als Gründe für die Festnahme wurden Fahren trotz Fahruntüchtigkeit, Widerstand gegen einen Polizeibeamten und Verletzung der Aufsichtspflicht gegenüber ihren zweijährigen Zwillingen genannt. Am 28. Juni 2022 musste sie sich dafür vor einem Gericht erklären. Ende Juli des Jahres wurde Hope Solo zu 30 Tagen Gefängnis und zwei Jahren Haft auf Bewährung sowie 2500 US-Dollar Geldstrafe verurteilt. Es wurden Auflagen (u. a. eine Suchtbehandlung) verhängt. Die Vorwürfe Widerstand gegen einen Beamten sowie Misshandlung von Kindern seien fallengelassen worden.

## Doping
Nach verschiedenen Presseberichten wurde Solo von der US-Antidopingagentur USADA wegen der verbotenen Einnahme eines Medikamentes mit der Substanz Canrenon am 15. Juli 2012 öffentlich verwarnt. Ihre Teilnahme bei den Olympischen Spielen in London war jedoch nicht gefährdet.

## Erfolge

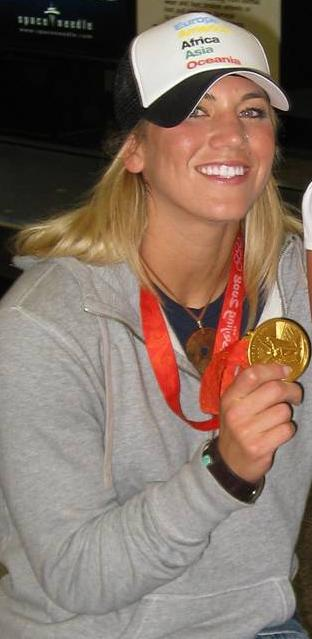
Solo mit ihrer olympischen Goldmedaille von 2008

- Goldmedaillen bei den Olympischen Spielen 2004 (ohne Einsatz), 2008 und 2012
- Weltmeisterin 2015
- Vizeweltmeisterin 2011
- Algarve-Cup 2005, 2007, 2008, 2010, 2011, 2015
- CONCACAF Women’s Gold Cup 2014 1. Platz
- Siegerin des SheBelieves Cup 2016

## Auszeichnungen
- IFFHS-Welttorhüterin des Jahres: 2012, 2013, 2014, 2015

- Sportsman of the Year 2008 der Sports Illustrated
- Fußballerin des Jahres 2009 in den USA
- Goldener Handschuh als beste Torhüterin der WM 2011
- Bronzener Ball als drittbeste Spielerin der WM 2011
- All-Star-Team WM 2011
- Beste Torhüterin beim CONCACAF Women’s Gold Cup 2014 (kein Gegentor)
- Goldener Handschuh als beste Torhüterin der WM 2015
- Aufnahme in die Weltauswahl 2015[41]
- Beste Torhüterin beim Qualifikationsturnier für die Olympischen Spiele 2016 (kein Gegentor)
- Beste Torhüterin beim SheBelieves Cup 2016